# Lac Osa
Lac Osa är en sjö i Kamerun.   Den ligger i regionen Kustregionen, i den sydvästra delen av landet, 170 km väster om huvudstaden Yaoundé. Lac Osa ligger 24 meter över havet. Arean är 45 kvadratkilometer. Trakten runt Lac Osa består huvudsakligen av våtmarker.